# Piper nanayanum
Piper nanayanum är en pepparväxtart som beskrevs av William Trelease. Piper nanayanum ingår i släktet Piper och familjen pepparväxter. Inga underarter finns listade i Catalogue of Life.